# مایکل دیوید وایس
مایکل دیوید وایس (به انگلیسی: Michael David Weiss) یک وکیل آمریکایی بود. او پروسهٔ یک شکایت دسته‌جمعی را علیه توزیع‌کنندگان سرنگ‌های بیمارستانی در آمریکا آغاز کرد، به این امید که بتواند از پرستاران در برابر نیدل‌استیک‌شدن محافظت کند.